# Billy Claiborne
Billy Claiborne (21. oktober 1860 – 14. november 1882) var en af det vilde vestens forbrydere og revolvermænd. Han var en af de overlende efter skudduellen ved O.K. Corral i oktober 1881 i Tombstone. Claiborne ville gerne kaldes for "Billy the Kid" efter William Bonney der døde i juli 1881. Claiborne skulle efter sigende have dræbt tre mænd som lo af hans krav. Han døde efter et skænderi med revolermanden Franklin Leslie, som afviste ham som "Billy the Kid". Senere kom Clairborne fuld tilbage, og i en efterfølgende ildkamp blev han dræbt af et enkelt skud i brystet.